# جهان رقص
مسابقه رقص جهان با داوری جنیفر لوپز، درک هاف و نی-یو است که از شبکه ان‌بی‌سی پخش می‌شود.
این مسابقه یک مسابقه رقص است که شرکت کنندگان آن از سراسر جهان هستند و داوران به آنها امتیاز می‌دهند.

## امتیاز دهی
هر داور می تواند ۱۰۰ امتیاز به صورت بخش های ۲۰ امتیازی به رقص فرد یا تیم دهد.داوران امتیاز را از طریق صفحه لمسی که جلویشان قرار دارد ثبت می کنند.
امتیاز داوران جمع و تقسیم بر سه می شود که امتیاز تقسیم شده نباید کمتر از ۸۰ باشد در غیر این صورت شرکت کننده حذف خواهد شد.

### تقسیم بندی امتیاز
۱۰۰ امتیازی که در اختیار داوران است به پنج دسته ۲۰ امتیازی تقسیم میشود که به شرح زیر است:
- عملکرد(۲۰امتیاز):
  - تلاش(۱۰امتیاز):شرکت کننده یا تیم شرکت کننده باید تلاش کنند بدون عجله و با ظرافت و عملکرد درست رقص را انجام دهد.
  - شخصیت(۱۰امتیاز):شخصیت فرد یا تیم باید بتواند با عملکرد درست احساسات مخاطب را تحریک کند.
- تکنیک(۲۰امتیاز):
  - انتقال ها(۱۰امتیاز):انتقال حرکت ها باید با به صورت ظریف و صاف و بدون تاخیر صورت گیرد.
  - هماهنگی(۵امتیاز):نحوه هماهنگی حرکات باید طبق الگو و دقیق صورت بگیرد.
  - اجرای بی عیب(۵امتیاز):اجرای بی عیب و نقص حرکات و به ترتیب عملکرد است.
- رقص(۲۰امتیاز):
  - دشواری ها(۱۵امتیاز):چگونگی انجام حرکات و عمل درست به حرکات دشوار.
  - لباس(۵امتیاز):انتخاب لباس مناسب و غیرمنتظره و درست و مناسب با رقص و آهنگ.
- خلاقیت(۲۰امتیاز):
  - اصالت(۴امتیاز):عملکرد منحصر به فرد، جدید، تازه و جالب بودن.
  - انتخاب سبک های مختلف رقص(۱۰امتیاز):انتخاب سبک های مختلف و دشوار و انجام دادن آن با لباس های مخصوص همان

و انتخاب رقص های دشوار عملکرد درست.
- - دینامیک(۶امتیاز):اجرای پر قدرت و عملکرد بالا و درست انجام دادن حرکات.
- ارائه(۲۰امتیاز):
  - واکنش جمعیت(۱۰امتیاز):واکنش مثبت و منفی جمعیت حاضر در برنامه به اجرای رقص شرکت کننده یا تیم شرکت کننده.
  - توضیح(۱۰امتیاز):توضیح درباره حرکات و رقص و توضیح سبک رقص با داوران بعد از اجرا.

## جایزه مسابقه
مسابقه جهان رقص که شرکت کنندگان از سراسر جهان دارد جایزه یک میلیون دلاری دارد که به بهترین شرکت کننده یا بهترین تیم شرکت کننده داده می شود.

## انتشار
| فصل | مدت زمان       | مدت زمان         | قسمت ها | جایزه برندگان | فینالیست ها  | فینالیست ها     | فینالیست ها      | فینالیست ها | فینالیست ها | میزبان       | داوران | داوران     | داوران  |
| فصل | اولین          | آخرین(فینال)     | قسمت ها | جایزه برندگان | برنده        | مقام دوم        | مقام سوم         | مقام چهارم  | مقام پنجم   | میزبان       | داوران | داوران     | داوران  |
| --- | -------------- | ---------------- | ------- | ------------- | ------------ | --------------- | ---------------- | ----------- | ----------- | ------------ | ------ | ---------- | ------- |
| ۱   | ۳۰ مه، ۲۰۱۷    | ۸ آگوست، ۲۰۱۷    | ۱۰      | ۱ میلیون دلار | les Twins    | Eva Igo         | Swing Latino     | None        | None        | جینا دوان    | نی-یو  | جنیفر لوپز | درک هاف |
| ۲   | مه ۲۹، ۲۰۱۸    | سپتامبر ۱۲، ۲۰۱۸ | ۱۶      | ۱ میلیون دلار | The Lab      | Michael Dameski | Charity & Andres | S-Rank      | None        | جینا دوان    | نی-یو  | جنیفر لوپز | درک هاف |
| ۳   | فوریه ۲۶، ۲۰۱۹ | مه ۵، ۲۰۱۹       | ۱۱      | ۱ میلیون دلار | Kings United | Unity LA        | Ellie & Ava      | VPeepz      | Briar Nolet | اسکات ایوانز | نی-یو  | جنیفر لوپز | درک هاف |
| ۴   | مه ۲۶، ۲۰۲۰    |                  | TBA     | ۱ میلیون دلار | TBA          | TBA             | TBA              | TBA         | TBA         | اسکات ایوانز | نی-یو  | جنیفر لوپز | درک هاف |

## تماشا در ایران
از آن جا که در ایران نمی توان شبکه ان بی سی را دریافت کرد می توانید این برنامه را از طریق برنامه اندروید و ای او اس شبکه ان بی سی تماشا کنید ولی از آنجا که برنامه فیلتر است باید با فیلتر شکن وارد برنامه شوید.

### پخش مسابقه در شبکه های ماهواره ای
برخی از شبکه های ماهواره ای فارسی زبان همچون شبکه جم این مسابقه را پخش می کنند.